# Подлесный (Донской)
Подлесный — упразднённый рабочий посёлок в Тульской области, Россия. В 2005 году включен в состав города Донской.

## История
Образован в 1954 году при шахтах № 23, № 24 и № 25 Донского района Московской области как посёлок городского типа Первомайский
В 1957—1963 годах входил в Донской район Тульской области.
В 1963 году пгт Первомайский был переименован в Подлесный и передан в административное подчинение городу Донской.
В 2005 году вошёл в черту города Донской.

## Население
| 1959 | 1970  | 1979  | 1989  | 2002  |
| ---- | ----- | ----- | ----- | ----- |
| 7663 | ↘5556 | ↘4406 | ↘2886 | ↘1796 |

## Инфраструктура
В советское время в Подлесном имелась чулочная фабрика и производился ремонт горно-шахтного оборудования.

## Транспорт
На май 2021 года действует автобусный маршрут 109.